# Аппер-Калскаг (Аляска)
Аппер-Калскаг (англ. Upper Kalskag) — місто (англ. city) в США, в окрузі Бетел штату Аляска. Населення — 212 особи (2020).

## Географія
Аппер-Калскаг розташований за координатами 61°32′21″ пн. ш. 160°20′55″ зх. д. / 61.53917° пн. ш. 160.34861° зх. д. (61.539139, -160.348716).  За даними Бюро перепису населення США в 2010 році місто мало площу 10,70 км², з яких 9,55 км² — суходіл та 1,15 км² — водойми.

## Демографія
Згідно з переписом 2010 року, у місті мешкало 210 осіб у 60 домогосподарствах у складі 44 родин. Густота населення становила 20 осіб/км².  Було 74 помешкання (7/км²).
Расовий склад населення:
| - 81,4 % — корінних американців - 6,7 % — білих - 0,5 % — чорних або афроамериканців |

До двох чи більше рас належало 11,0 %. Частка іспаномовних становила 0,0 % від усіх жителів.
За віковим діапазоном населення розподілялося таким чином: 37,1 % — особи молодші 18 років, 56,7 % — особи у віці 18—64 років, 6,2 % — особи у віці 65 років та старші. Медіана віку мешканця становила 25,0 року. На 100 осіб жіночої статі у місті припадало 105,9 чоловіків;  на 100 жінок у віці від 18 років та старших — 112,9 чоловіків також старших 18 років.
Середній дохід на одне домашнє господарство  становив 39 626 доларів США (медіана — 36 806), а середній дохід на одну сім'ю — 42 470 доларів (медіана — 38 125). Медіана доходів становила 34 583 долари для чоловіків та 28 750 доларів для жінок. За межею бідності перебувало 18,3 % осіб, у тому числі 21,3 % дітей у віці до 18 років та 5,9 % осіб у віці 65 років та старших.
Цивільне працевлаштоване населення становило 69 осіб. Основні галузі зайнятості: освіта, охорона здоров'я та соціальна допомога — 36,2 %, публічна адміністрація — 34,8 %, транспорт — 8,7 %, роздрібна торгівля — 8,7 %.